# Liste der Baudenkmäler in Weihenzell
Auf dieser Seite sind die Baudenkmäler in der mittelfränkischen Gemeinde Weihenzell zusammengestellt. Diese Tabelle ist eine Teilliste der Liste der Baudenkmäler in Bayern. Grundlage ist die Bayerische Denkmalliste, die auf Basis des Bayerischen Denkmalschutzgesetzes vom 1. Oktober 1973 erstmals erstellt wurde und seither durch das Bayerische Landesamt für Denkmalpflege geführt wird. Die folgenden Angaben ersetzen nicht die rechtsverbindliche Auskunft der Denkmalschutzbehörde.
 Diese Liste gibt den Fortschreibungsstand vom  15. April 2020 wieder und enthält 32 Baudenkmäler.

## Baudenkmäler nach Gemeindeteilen

### Weihenzell
| Lage                                              | Objekt                                          | Beschreibung | Akten-Nr.     | Bild                                            |
| ------------------------------------------------- | ----------------------------------------------- | --- | ------------- | ----------------------------------------------- |
| Am Eichenberg 1 (Standort)                        | Wohnstallhaus                                   | Erdgeschossiger Satteldachbau mit offenem Fachwerk an der Giebelseite, Giebel angeblich 17. Jahrhundert, wohl erste Hälfte 18. Jahrhundert | D-5-71-217-9  | BW                                              |
| Ansbacher Straße 5 (Standort)                     | Gasthaus                                        | Zweigeschossiger Satteldachbau mit Giebelschopf, massivem Erdgeschoss und Obergeschoss wie Giebel mit Aufzugsöffnungen in Fachwerk, wohl „1698“ (modern bezeichnet), in Teilen erneuert | D-5-71-217-6  | Gasthaus                                        |
| Ansbacher Straße 5 (Standort)                     | Ehemalige Scheune                               | Zweigeschossiger Satteldachbau mit Fledermausgauben und Fachwerk über massivem Erdgeschoss, im Kern wohl zweite Hälfte 18. Jahrhundert | D-5-71-217-6  | BW                                              |
| Ansbacher Straße 6 (Standort)                     | Evangelisch-lutherische Pfarrkirche Sankt Jakob | Langhaus mit eingezogenem, dreiseitig geschlossenem und innen halbrundem Chor, Hausteinportal an der Giebelseite, Ecklisenen und aufgeputzte Fensterrahmen, Turm mit Gurtgesimsen und Spitzhelm im Norden und Sakristeianbau im südlichen Chorwinkel, Turm im Kern 14./15. Jahrhundert, Neubau von Chor und Schiff durch Gabriel de Gabrieli, 1713, mit Ausstattung | D-5-71-217-1  | Evangelisch-lutherische Pfarrkirche Sankt Jakob |
| Ansbacher Straße 6, Ansbacher Straße 8 (Standort) | Friedhofsmauer, ehemalige Wehrmauer             | Mit rustizierten Torpfeilern, wohl 14./15. Jahrhundert | D-5-71-217-1  | BW                                              |
| Ansbacher Straße 9 (Standort)                     | Ehemalige Schmiede                              | Zweigeschossiger Satteldachbau mit massivem Erdgeschoss, Fachwerkteilen im Obergeschoss und traufseitiger Laube, im Kern vielleicht zweite Hälfte 17. Jahrhundert, Erdgeschoss und Straßengiebel im 19. Jahrhundert massiv erneuert | D-5-71-217-8  | BW                                              |
| Ansbacher Straße 18 (Standort)                    | Ehemalige Krypta                                | Tonnengewölbter Bruchsteinbau ehemals zu einer Kapelle, wohl 18. Jahrhundert | D-5-71-217-7  | BW                                              |
| Ansbacher Straße 20 (Standort)                    | Ehemaliges Forsthaus                            | Zweigeschossiger Walmdachbau mit Fachwerk über massivem Erdgeschoss mit rustizierten Ecklisenen und erdgeschossigem Wirtschaftsflügel mit Satteldach, 1748 | D-5-71-217-3  | BW                                              |
| Nähe Ansbacher Straße (Standort)                  | Friedhof                                        | Südwestlicher Teil wohl 18./frühes 19. Jahrhundert, Ende 19. Jahrhundert erweitert und neu umfriedet mit Sandsteinpfosten und schmiedeeisernem Zaun | D-5-71-217-2  | BW                                              |
| Kreuzweg 14 (Standort)                            | Zwei Steinkreuze, wohl Sühnekreuze              | Spät- oder nachmittelalterlich | D-5-71-217-11 | BW                                              |
| Vogtsberg (Standort)                              | Felsenkeller                                    | Quadermauerwerk mit später verändertem korbbogigem Eingang, angeblich 1720 | D-5-71-217-10 | BW                                              |
| Zellrüglinger Straße 3 (Standort)                 | Wohnhaus                                        | Zweigeschossiger Satteldachbau mit Schopf, massivem Erdgeschoss und Fachwerk in Obergeschoss und Giebel mit Aufzugsöffnungen, „1717“ (bezeichnet), zwei Kellereingänge mit Quadermauerwerk, wohl 19. Jahrhundert | D-5-71-217-4  | BW                                              |

### Alexandermühle
| Lage                   | Objekt              | Beschreibung | Akten-Nr.     | Bild |
| ---------------------- | ------------------- | --- | ------------- | ---- |
| Wernsbach 1 (Standort) | Ehemalige Walkmühle | Zweigeschossiger, massiver Satteldachbau mit Zwerchhaus, verzahnter Eckquaderung und umlaufendem Bandgesims, „1790“ (bezeichnet), im 19./20. Jahrhundert durch An- und Umbauten verändert | D-5-71-217-12 | BW   |

### Beutellohe
| Lage                     | Objekt                   | Beschreibung | Akten-Nr.     | Bild |
| ------------------------ | ------------------------ | --- | ------------- | ---- |
| Beutellohe 14 (Standort) | Ehemaliges Wohnstallhaus | Erdgeschossiger Satteldachbau mit massivem Erdgeschoss, verzahnter Eckquaderung, Fachwerkgiebel im Osten und Halbwalmdach im Westen, 1755 | D-5-71-217-13 | BW   |

### Fessenmühle
| Lage                     | Objekt                   | Beschreibung | Akten-Nr.     | Bild |
| ------------------------ | ------------------------ | --- | ------------- | ---- |
| Fessenmühle 1 (Standort) | Ehemalige Mühle          | Zweigeschossiger Bau mit Schopfwalmdach, Fachwerk über massivem Erdgeschoss und kleinem Anbau nach Osten, 17. Jahrhundert, innen tiefgreifend verändert | D-5-71-217-14 | BW   |
| Fessenmühle 1 (Standort) | Ehemalige Mühle, Scheune | Satteldachbau mit Fachwerk über massivem Sockel und Schopfwalm, 17. Jahrhundert, 1947 nördlich massiv erweitert                                         | D-5-71-217-14 | BW   |

### Forst
| Lage                | Objekt                                               | Beschreibung | Akten-Nr.     | Bild           |
| ------------------- | ---------------------------------------------------- | --- | ------------- | -------------- |
| Forst 1 (Standort)  | Ehemaliges Jagdschloss                               | Zweigeschossiger Mansardwalmdachbau mit Eckquaderung und Bandgesims, Mitte 18. Jahrhundert | D-5-71-217-16 | weitere Bilder |
| Forst 1 (Standort)  | Scheune                                              | Massivbau mit Halbwalmdach im Osten, 1755 (?), nach Norden durch ein Zwerchhaus erweitert | D-5-71-217-16 | BW             |
| Forst 2 (Standort)  | Ehemalige Brauerei                                   | Zweigeschossiger Walmdachbau, im Kern 18. Jahrhundert | D-5-71-217-17 | BW             |
| In Forst (Standort) | Evangelisch-lutherische Filialkirche Sankt Stephanus | Saalbau im Markgrafenstil mit Walmdach, und dreigeschossigem Sakristeianbau im Osten und Westturm, Turm im Kern 14./15. Jahrhundert, „1756“ (bezeichnet) Neubau des Langhauses, mit Ausstattung | D-5-71-217-15 | weitere Bilder |
| In Forst (Standort) | Friedhofsmauer                                       | Wohl 18. Jahrhundert, Portalpfeiler wohl 19. Jahrhundert | D-5-71-217-15 | BW             |

### Frankendorf
| Lage               | Objekt | Beschreibung                            | Akten-Nr.     | Bild |
| ------------------ | ------ | --------------------------------------- | ------------- | ---- |
| Rippach (Standort) | Brücke | Einjochige Steinbrücke, 19. Jahrhundert | D-5-71-217-18 | BW   |

### Haasgang
| Lage                    | Objekt                                 | Beschreibung                                | Akten-Nr.     | Bild |
| ----------------------- | -------------------------------------- | ------------------------------------------- | ------------- | ---- |
| Hatzengraben (Standort) | Steinkreuz, wohl ehemaliges Sühnekreuz | Wohl 15. Jahrhundert, Kreuzarme verstümmelt | D-5-71-217-19 | BW   |

### Moratneustetten
| Lage                          | Objekt                                           | Beschreibung | Akten-Nr.     | Bild           |
| ----------------------------- | ------------------------------------------------ | --- | ------------- | -------------- |
| Moratneustetten 10 (Standort) | Ehemaliges Gasthaus                              | Zweigeschossiger Satteldachbau auf winkligem Grundriss mit offenem Fachwerk in Obergeschoss und Giebel, im Kern wohl 18. Jahrhundert, überformt                                      | D-5-71-217-20 | BW             |
| In Moratneustetten (Standort) | Evangelisch-lutherische Pfarrkirche Sankt Martin | Chorturmkirche, Saalbau mit Halbwalmdach und Rechteckchor im nicht eingezogenen Turm mit Spitzhelm, 13./14. Jahrhundert, 1726 und 1865 renoviert mit Dacherneuerung, mit Ausstattung | D-5-71-217-21 | weitere Bilder |
| In Moratneustetten (Standort) | Friedhofsmauer, ehemalige Wehrmauer              | Mit Stützpfeilern, im Kern wohl 13./14. Jahrhundert | D-5-71-217-21 | BW             |

### Neumühle
| Lage                  | Objekt          | Beschreibung | Akten-Nr.     | Bild |
| --------------------- | --------------- | --- | ------------- | ---- |
| Neumühle 1 (Standort) | Ehemalige Mühle | Zweigeschossiger Satteldachbau mit verputztem Fachwerk und geohrtem Hausteinportal, wohl frühes 18. Jahrhundert     | D-5-71-217-22 | BW   |
| Neumühle 1 (Standort) | Scheune         | Halbwalmdachbau mit Fachwerkgiebel über massivem Erdgeschoss, „1769“ (bezeichnet), nach Norden und Westen erweitert | D-5-71-217-22 | BW   |

### Papiermühle
| Lage                         | Objekt                                  | Beschreibung                                             | Akten-Nr.     | Bild |
| ---------------------------- | --------------------------------------- | -------------------------------------------------------- | ------------- | ---- |
| Zur Papiermühle 4 (Standort) | Ehemalige Mühle                         | Zweigeschossiger Mansardwalmdachbau, „1821“ (bezeichnet) | D-5-71-217-23 | BW   |
| Zur Papiermühle 6 (Standort) | Ehemalige Mühle, Nebengebäude, Wohnhaus | Zweigeschossiger Halbwalmdachbau mit Gurtgesims, um 1821 | D-5-71-217-23 | BW   |

### Petersdorf
| Lage                     | Objekt              | Beschreibung | Akten-Nr.     | Bild                |
| ------------------------ | ------------------- | --- | ------------- | ------------------- |
| Petersdorf 12 (Standort) | Ehemaliges Gasthaus | Zweigeschossiger Satteldachbau mit massivem Erdgeschoss und offenem Fachwerk in Obergeschoss und Giebel, „1832“ (bezeichnet), nach Westen durch Anbauten erweitert | D-5-71-217-24 | Ehemaliges Gasthaus |

### Schönbronn
| Lage                    | Objekt                                 | Beschreibung | Akten-Nr.     | Bild |
| ----------------------- | -------------------------------------- | --- | ------------- | ---- |
| Schönbronn 2 (Standort) | Ehemaliges Jagdschloss, jetzt Wohnhaus | Erdgeschossiger Bau mit Halbwalmdach und Zwerchhaus, im Kern 18. Jahrhundert, im 20. Jahrhundert nach Norden erweitert | D-5-71-217-25 | BW   |

### Wernsbach bei Ansbach
| Lage                                                            | Objekt                                                        | Beschreibung | Akten-Nr.     | Bild           |
| --------------------------------------------------------------- | ------------------------------------------------------------- | --- | ------------- | -------------- |
| Südlich des Ortes Richtung Grüb im Walde „im Schlag“ (Standort) | Steinkreuz                                                    | Mittelalterlich, Sandstein | D-5-71-217-33 | BW             |
| Wernsbach 4 (Standort)                                          | Ehemalige Sägemühle                                           | Zweigeschossiger Satteldachbau mit verputztem Fachwerkobergeschoss, im Kern wohl 17./18. Jahrhundert, Veränderung bezeichnet „1937“ | D-5-71-217-28 | BW             |
| Wernsbach 30 (Standort)                                         | Evangelisch-lutherische Pfarrkirche Sankt Johannes der Täufer | Chorturmkirche, Langhaus mit Mansardwalmdach und Lisenengliederung, rechteckiger Chorturm mit lisenengegliedertem Oktogon und Spitzhelm und Sakristeianbau im Norden, Turmuntergeschosse 15. Jahrhundert, Langhausneubau durch Gabriel de Gabrieli, 1716/17, Turmoktogon 1756–60, mit Ausstattung | D-5-71-217-29 | weitere Bilder |
| Wernsbach 30 (Standort)                                         | Friedhofsmauer, ehemalige Wehrmauer                           | Spätmittelalterlich | D-5-71-217-29 | BW             |
| Wernsbach 30 (Standort)                                         | Torhaus                                                       | Mit stichbogigem Durchgang, Hausteinportal und Walmdach, wohl erste Hälfte 20. Jahrhundert | D-5-71-217-29 | BW             |
| Wernsbach 31 (Standort)                                         | Ehemaliges evangelisch-lutherisches Pfarrhaus                 | Zweigeschossiger Satteldachbau mit Schopf und verputztem Fachwerk über massivem Erdgeschoss, im Kern 1503, aufgestockt 18. Jahrhundert | D-5-71-217-26 | BW             |
| Wernsbach 31 (Standort)                                         | Ehemalige Scheune                                             | Erdgeschossiger Bau mit Halbwalmdach und Fachwerkteilen, 18. Jahrhundert, Vordach auf Stützen 20. Jahrhundert | D-5-71-217-26 | BW             |
| Wernsbach 32 (Standort)                                         | Ehemalige Schule, jetzt evangelisch-lutherisches Pfarramt     | Zweigeschossiger Walmdachbau mit Hausteinelementen an Sockel, Fenster- und Türöffnungen, um 1905, zwei Fußgängerpforten, mit stichbogigen Durchgängen und Hausteinelementen, um 1905 | D-5-71-217-27 | BW             |
| Wernsbach 47 (Standort)                                         | Friedhof                                                      | Ummauerung mit Sandsteinpfosten und Sichtziegelmauerwerk, Ende 19. Jahrhundert | D-5-71-217-30 | BW             |
| Wernsbach (Standort)                                            | Steinkreuz, wohl Sühnekreuz                                   | Spätmittelalterlich, stark abgewittert | D-5-71-217-32 | BW             |

## Ehemalige Baudenkmäler
In diesem Abschnitt sind Objekte aufgeführt, die früher einmal in der Denkmalliste eingetragen waren, jetzt aber nicht mehr. Objekte, die in anderem Zusammenhang also z. B. als Teil eines Baudenkmals weiter eingetragen sind, sollen hier nicht aufgeführt werden. Aktennummern in diesem Abschnitt sind ehemalige, jetzt nicht mehr gültige Aktennummern.

| Lage                                      | Objekt   | Beschreibung | Akten-Nr.     | Bild |
| ----------------------------------------- | -------- | ------------ | ------------- | ---- |
| Zellrüglingen Zellrüglingen 11 (Standort) | Türsturz | 1724         | D-5-71-217-34 | BW   |